# Varulve (film)
|  | For det mytologiske væsen, se varulv. |
The Howling, der havde dansk biografpremiere under titlen Varulve, er en amerikansk horrorfilm fra 1981, produceret af Roger Corman, instrueret af Joe Dante og skrevet af John Sayles, baseret på en roman af Gary Brandner og med banebrydende makeup-effekter er skabt af Rob Bottin.
Filmen fik mange fortættelser, de fleste produceret direkte til video.

## Medvirkende
- Dee Wallace (Karen White)
- Patrick Macnee (Dr. George Waggner)
- Dennis Dugan (Chris)
- Christopher Stone (R. William 'Bill' Neill)
- Belinda Balaski (Terry Fisher)
- Kevin McCarthy (Fred Francis)
- John Carradine (Erle Kenton)
- Slim Pickens (Sam Newfield)
- Elisabeth Brooks (Marsha Quist)
- Robert Picardo (Eddie Quist)
- Kenneth Tobey (Older Cop)
- Forrest J. Ackerman (Bookstore Customer)
- Roger Corman (Man in Phone Booth)
- John Sayles (Morgue Attendant)

## Howling-filmserien
- The Howling (1981)
- Howling II: Stirba - Werewolf Bitch (1985)
- Howling III (1987)
- Howling IV: The Original Nightmare (1988)
- Howling V: The Rebirth (1989)
- Howling VI: The Freaks (1991)
- Howling: New Moon Rising (1995)